# Fool's Day
«Fool's Day» —en español: «Día de los inocentes»— es una canción de la banda de rock inglesa Blur. Fue lanzado el 17 de abril de 2010 y es el primer sencillo de la banda desde "Good Song" de 2004. La pista fue lanzada como 7" para el Record Store Day, con solo 1000 copias hechas. El 18 de abril de 2010, para "evitar que los fans tengan que obtener ilegalmente una copia inferior de esta pista en sitios piratas", Blur hizo de la canción una descarga gratuita en su sitio web en formatos MP3 y WAV. El sencillo es el primero con el guitarrista Graham Coxon desde "Music Is My Radar" de 2000. 

## Recepción
La recepción del muy esperado single fue en general positiva. El crítico de NME Matt Wilkinson calificó el sencillo como "un poco malditamente fantástico" en su reseña de la canción.  El crítico de This Is Fake DIY, Stephen Ackroyd, declaró en su reseña que "Sería justo decir que los elementos de todas las épocas [del sonido de la banda] se sienten bien, aunque en de tal manera que todavía se siente fresco y discreto, claro, pero con un toque de magia que pocas otras bandas pueden igualar". El crítico de The Guardian, Tim Jonze, dijo que era "bastante encantador".

## Personal
- Damon Albarn: vocales, sintetizadores
- Graham Coxon: guitarra
- Alex James: bajo
- Dave Rowntree: batería

## Video musical
A pesar de su pequeño lanzamiento, la canción tenía un video musical. Aunque se desconoce toda la dirección y producción del video, consiste completamente en un primer plano de una aguja de grabación, reproduciendo el vinilo de 7". Fue publicado en la cuenta de Parlophone en YouTube en 2010.